# Chijindu Ujah
Chijindu "CJ" Ujah (Ponders End, 5 de março de 1994) é um atleta britânico.
Ujah é o quinto velocista britânico a quebrar 10 segundos nos 100 metros, e o mais jovem a fazê-lo, em junho de 2014. Nos Jogos Olímpicos de Verão de 2020, conquistou a medalha de prata na prova de revezamento 4x100 metros masculino com o tempo de 37.51 segundos, ao lado de Zharnel Hughes, Richard Kilty e Nethaneel Mitchell-Blake. No entanto a equipe britânica foi desclassificada em 18 de fevereiro de 2022 após Ujah testar positivo para o agente anabólico ostarina e o esteroide S-23, considerados dopantes.